# Коцифали
Коцифали (греч. Κοτσιφάλι) — технический (винный) сорт винограда, используемый для производства красных вин в Греции, на Крите.

## История
Сорт происходит, скорее всего, с острова Крит или, что менее вероятно, с Кикладских островов. Известный ампелограф, Жозе Вуйямо, установил, что редкий сорт «Корфиатис», встречающийся на Ионических островах, генетически идентичен с Коцифали, хотя ампелографически их легко различить.

## География
Сорт является автохтоном для Крита. В основном культивируется в Ираклионе.

## Основные характеристики
Кусты сильнорослые.
Цветок обоеполый.
Грозди средние, плотные.
Ягоды мелкие. Кожица тонкая.
Вызревание побегов хорошее.
Сорт ранне-среднего периода созревания.
Урожайность высокая.
Сорт устойчив к болезням, но восприимчив к милдью (ложной мучнистой росе), поражается серой гнилью.

## Характеристики вина
Вина из него получаются бледно-окрашенные, с высоким уровнем алкоголя, интенсивным фруктовым ароматом, умеренной кислотностью. Зачастую смешивается с Мандиларией, которая добавляет в бленд структуру, цвет и танинность. Некоторые виноделы экспериментируют с блендом Коцифали + Сира.